# Chiesa di San Giovanni Apostolo ed Evangelista (Comano Terme)
La chiesa di San Giovanni Apostolo ed Evangelista è la parrocchiale di Godenzo, frazione di Comano Terme in Trentino. Rientra nella zona pastorale delle Giudicarie dell'arcidiocesi di Trento e risale al XIII secolo.

## Storia

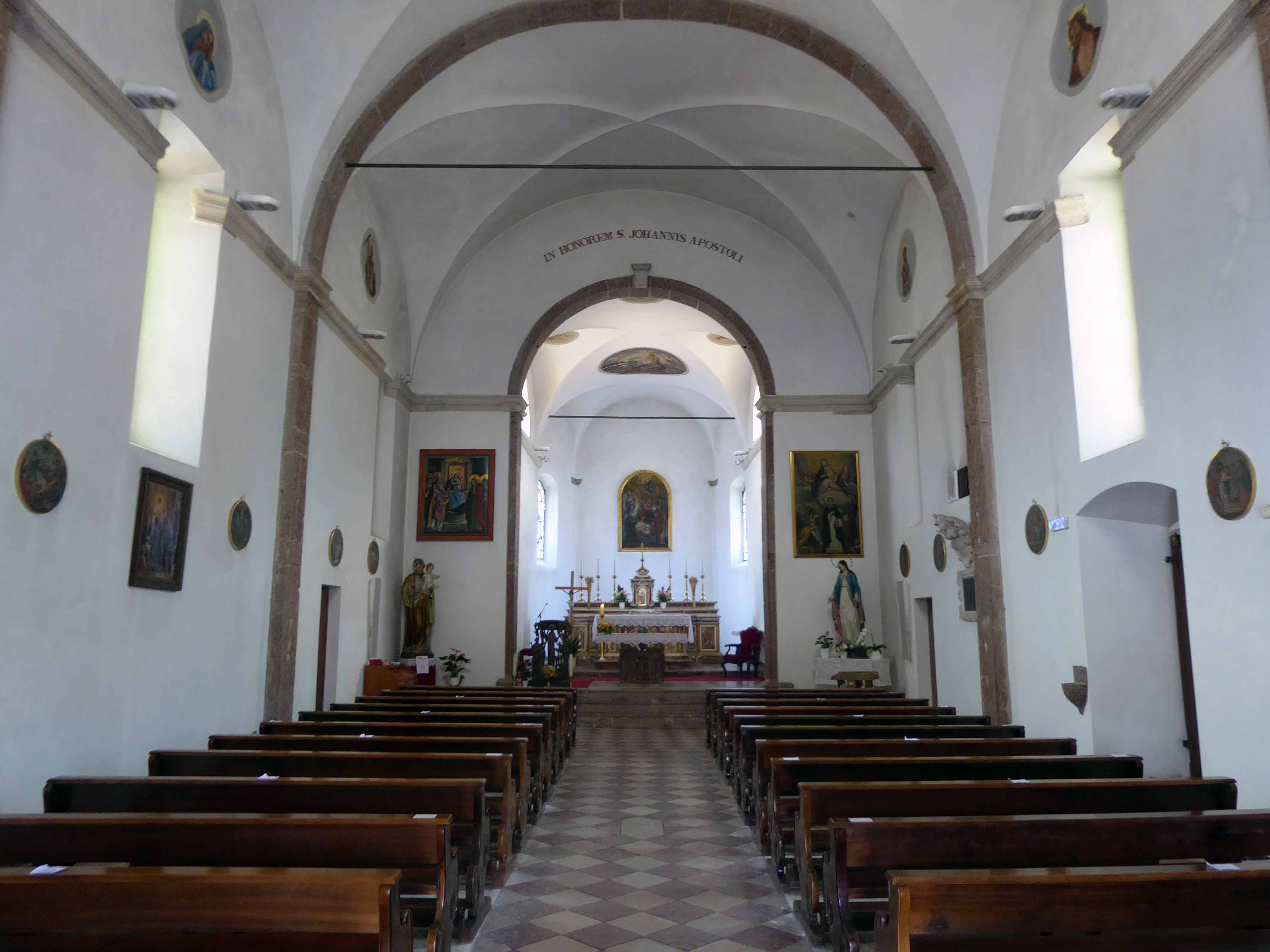
Interno

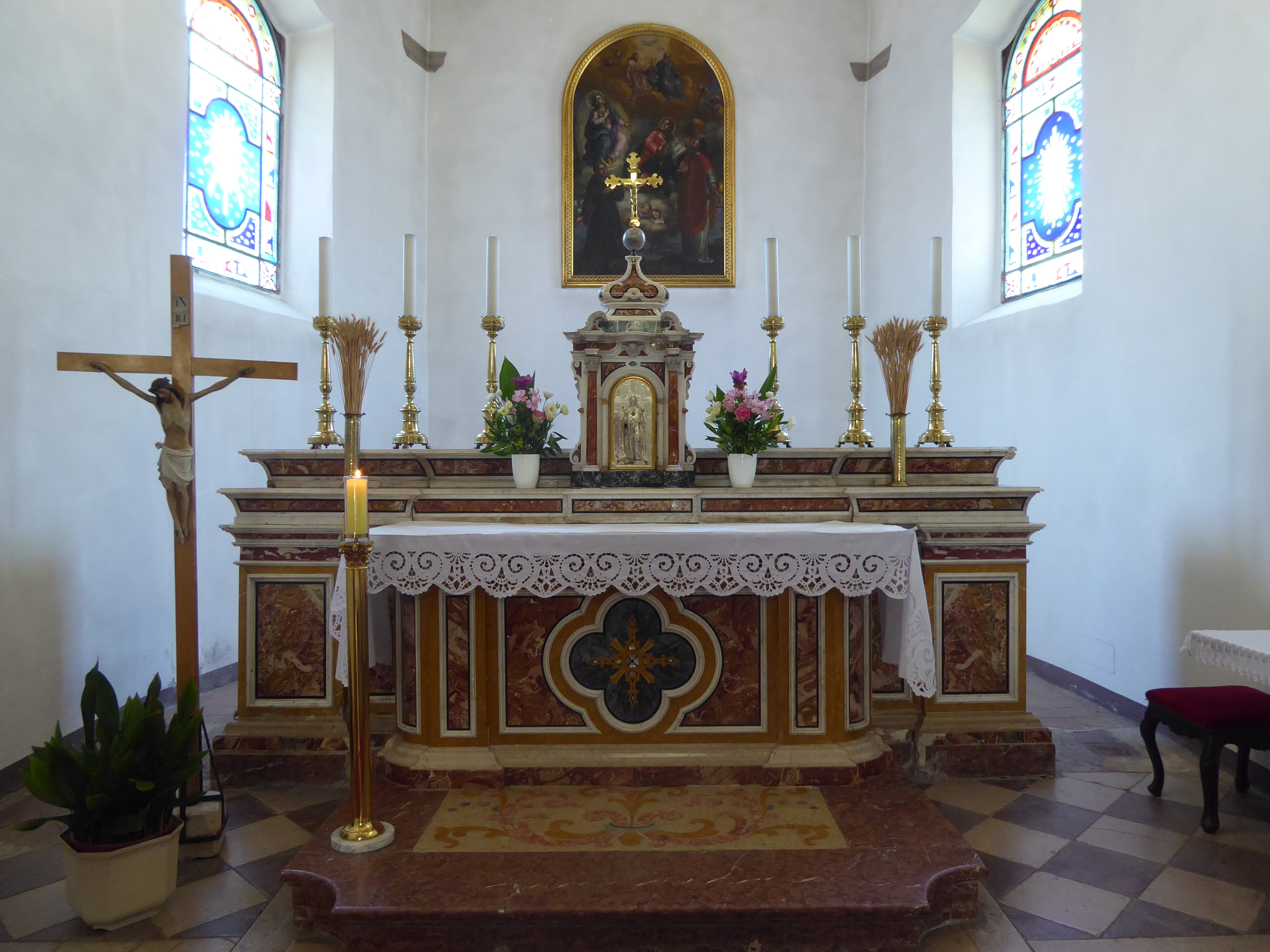
Altare maggiore

La prima menzione del luogo di culto a Godenzo risale al 1205. Circa tre secoli più tardi, nel 1505, il primitivo edificio fu oggetto di una completa ricostruzione e tale data venne incisa su una lesena.
Nuovamente, attorno al 1662, la chiesa venne ristrutturata. Nel 1732 ebbe la concessione della custodia dell'Eucaristia e, nel 1772, venne rifatta la pavimentazione della sala in quadrotte bicolori, rosse e bianche. Ottenne dignità di chiesa curaziale nel 1797, come sussidiaria della chiesa di San Lorenzo, la pieve di Vigo Lomaso.
Nella prima metà del XIX secolo venne ampliato il presbiterio e fu restaurata la torre campanaria. All'inizio del XX secolo venne arricchita di affreschi la navata della sala e in seguito Luigi Delaidotti decorò la parte presbiteriale.
Venne elevata a dignità di chiesa parrocchiale il 22 ottobre 1959. Tra la fine del secolo e l'inizio di quello successivo vennero rifatte le coperture del tetto e le tinteggiature.

## Descrizione

### Esterno
La chiesa, che ha orientamento verso est, si trova in posizione elevata sull'abitato di Godenzo. Il prospetto principale a capanna con due spioventi mostra strutture a pilastro in pietre a vista poste agli angoli. Il portale è architravato, sormontato da un piccolo frontone triangolare e sopra di questo una grande finestra a lunetta bipartita che porta luce alla sala.
La sagrestia si trova sulla destra della chiesa mentre la torre campanaria è posta a sinistra. La cella campanaria è aperta con quattro finestre a monofora.

### Interno
La navata interna è unica con volta a crociera. Il presbiterio è leggermente rialzato. Nella navata è presente la pietra tombale di Antonio Festi, dux militum, morto nel 1643. La pala d'altare raffigurante la Madonna in trono con Bambino e i santi Giovanni, Antonio, Virgilio e Lorenzo risale al XV secolo.